# Vlădiceasca, Călărași
Vlădiceasca este un sat în comuna Valea Argovei din județul Călărași, Muntenia, România.